# A. Elizabeth Adams
Amy Elizabeth Adams (Delaware, 28 de marzo de 1892-Hadley del Sur, 15 de febrero de 1962) fue una zoóloga y profesora en Mount Holyoke College.

## Trayectoria
Nació en Delaware, New Jersey y estudió biología en Mount Holyoke College y en la Universidad de Chicago, licenciándose en 1914 y 1916. Obtuvo el grado de Master por la Universidad de Columbia en 1919 y un doctorado por la Universidad de Yale en 1926. También estudió de 1930 a 1931 en la Universidad de Edimburgo.
En 1919, Adams empezó su carrera en Holyoke, donde pasó toda su vida profesional. En 1928, fue nombrada profesora titular. Enseñó embriología y genética e investigó temas relacionados: endocrinología y embriología experimentales del sistema reproductivo. Sus estudios del sistema reproductivo fueron pioneros. Sus estudios fueron financiados por una variedad de organizaciones, una rareza para las mujeres universitarias, durante su carrera, y una rareza para cualquier científico durante la Gran Depresión. Se retiró en 1957 y falleció en 1962 en Hadley del Sur, Massachusetts.

## Publicaciones
- 'An experimental study of the development of the mouth in the amphibian embryo', Journal of Experimental Zoology, 40, 1924 doi 10.1002/jez.1400400302.
- 'Studies on life in Triturus viridescens : the effects of ovarian grafts in castrated males',  Journal of Experimental Zoology, 55 (enero de 1930) doi 10.1002/jez.1400550107
- 'The endocrine glands and molting in Triturus viridescens', Journal of Experimental Zoology, 63:1 (agosto de 1932) doi 10.1002/jez.1400630102
- 'The gonad- and thyroid- stimulating potencies of phyone and hebin', Anatomical Record 45:3 (junio de 1934) doi 10.1002/ar.1090590308
- Studies in experimental zoology (regeneration, experimental embryology, endocrinology), 1936 OCLC 223213365.
- (con Beatrice Gray) 'A comparative study of the thyroid glands of hypophysectomized newts after treatment with anterior pituitary, thyroid and iodine', Anatomical Record 65:1 (abril de 1936) doi 10.1002/ar.1090650108
- (con Florence Martindale) 'The response of thyroid glands of hypophysectomized newts to injections of phyone and their reaction after cessation of treatment', Anatomical Record 65:3 (junio de 1936) doi 10.1002/ar.1090650306
- (con Barbara Granger y Ruth Rhoades) 'Stimulation of the thyroid gland of the guinea pig by anuran anterior pituitary', Anatomical Record 72:4 & supplement (diciembre de 1938) doi 10.1002/ar.1090720410
- (con Elizabeth M. DeForest y Barbara Granger) 'Effects of administering mouse anterior pituitary to the newt and the frog', Proceedings of the Society for Experimental Biology and Medicine 42 (1939) doi 10.3181%2F00379727-42-10904
- 'Sexual conditions in triturus viridescens. III, The reproductive cycle of the adult aquatic form of both sexes', American Journal of Anatomy, 66:2 (marzo de 1940) doi 10.1002/aja.1000660205

## Afiliaciones profesionales
- Socio elegido, Academia de Nueva York de Ciencias
- Miembro, Sociedad Endocrina
- Miembro, Sociedad para Medicina y Biología Experimentales